# Innocent Husbands
Innocent Husbands est un film muet américain réalisé par Leo McCarey et sorti en 1925.

## Synopsis
Malgré sa fidélité conjugale, Melvin est toujours soupçonné par sa femme Mame, de l'a trompée avec d'autres femmes. Un soir, des complications éclatent lorsqu'une femme, qui était à une fête de l'autre côté du même palier que le leur s'évanouit dans le couloir et est transporté dans la chambre de Melvin juste avant le retour de Mame.

## Fiche technique
- Réalisation : Leo McCarey
- Scénario : H.M. Walker
- Chef-opérateur : Len Powers
- Montage : Richard C. Currier
- Production : Hal Roach
- Durée : 21 min
- Dates de sortie : 
  -  États-Unis : 2 août 1925

## Distribution
- Charley Chase : Melvin
- Katherine Grant : Mame, son épouse
- Jane Sherman
- Lucien Littlefield
- James Finlayson
- William Gillespie
- Kay Deslys
- Jack Gavin
- John T. Prince
- Philip Sleeman
- Martha Sleeper